# Remorques
Pour les véhicules, voir Remorque.
Pour plus de détails, voir Fiche technique et Distribution.
Remorques est un film français réalisé par Jean Grémillon et sorti en 1941. C'est Jacques Prévert qui signe les dialogues ainsi que les dernières modifications de scénario permettant de passer à la réalisation.

## Synopsis
À bord du remorqueur le Cyclone, le capitaine André Laurent (Jean Gabin) risque sa vie tous les jours, pour sauver celle des autres. Il est marié à Yvonne (Madeleine Renaud), qui souhaite le voir quitter ce métier et lui cache sa grave maladie cardiaque. Le capitaine Laurent doit quitter précipitamment la noce d'un de ses marins pour porter secours au cargo Mirva. Le sauvetage, après quelques péripéties, réussit, et les passagers sont secourus. Au matin, le Cyclone remorque le Mirva. André tombe amoureux de Catherine (Michèle Morgan), la femme du capitaine renégat du Mirva, dont il devient l’amant. André s'apprête à quitter sa femme quand, gravement malade, celle-ci meurt dans ses bras, alors que Catherine s'est effacée. Une alerte est donnée, André repart pour un nouveau sauvetage en mer.

## Fiche technique
- Réalisation : Jean Grémillon, assisté de Louis Daquin et Max Slater (non crédité)
- Scénario : d'après le roman Remorques de Roger Vercel
- Adaptation : Roger Vercel, Charles Spaak, André Cayatte, Jacques Prévert
- Dialogue : Jacques Prévert
- Décors : Alexandre Trauner
- Photographie : Armand Thirard
- Opérateur : Louis Née
- Montage : Yvonne Martin
- Son : Joseph de Bretagne
- Musique : Alexis Roland-Manuel, sous la direction de Roger Désormière
- Maquillage : Acho Chakatouny
- Scripte : Renée Nitschke
- Coordinateur des effets spéciaux : Nicolas Wilcké (non crédité)
- Régisseur général : Louis Wipf
- Sociétés de production : Maîtrise artisanale de l'industrie cinematographique (MAIC) et Sedis
- Chef de production : Joseph Lucachevitch
- Administrateur de production :  Claude Martin
- Directeur de production : Roland Tual (non crédité)
- Photographe de plateau : Emmanuel Lowenthal (non crédité)
- Distribution : Films Sonores Tobis (France), Metro-Goldwyn-Mayer (USA)
- Nouveau distributeur : MK2
- Pays :  France
- Langue : français
- Format :  Noir et blanc - 35 mm - 1.37 : 1 - Mono (Western Electric Sound System)
- Genre : Drame et romance
- Durée : 84 minutes
- Sortie
  - Date : le 27 novembre 1941 aux cinémas Biarritz et Français (Paris)
  - Restriction :  interdit aux moins de 16 ans[1]
- Affiches : Henry Lemonnier, Duccio Marvasi (France)

## Distribution
- Jean Gabin : André Laurent, le capitaine du remorqueur de sauvetage Le Cyclone
- Madeleine Renaud : Yvonne Laurent, épouse d'André
- Fernand Ledoux : Kerlo, le bosco
- Charles Blavette : Gabriel Tanguy, le second du Cyclone
- Jean Marchat : Marc, le capitaine du Mirva, le mari de Catherine
- Michèle Morgan : Catherine, épouse mal aimée de Marc, dont s'éprend André
- Nane Germon : Renée Tanguy, l'épouse infidèle de Gabriel
- Anne Laurens : Marie, la jeune épouse de Poubennec
- Marcel Duhamel : Pierre Poubennec
- Jean Dasté : le radio du Cyclone
- Henri Poupon : le docteur Maulette
- René Bergeron : Georges, le second du Mirva
- Marcel Perès : Le Meur, un marin du Cyclone
- Henri Pons : Royer
- Jean Sinoël : l'armateur

Non crédités
- Léonce Corne : un invité à la noce
- Lucien Coëdel : un marin du Cyclone
- Henri Crémieux : l'administrateur
- Alain Cuny : un matelot du Mirva
- Georges Malkine : un marin
- Marcel Melrac : un marin du Cyclone
- Raymone : la bonne de l'hôtel
- Robert Dhéry : un matelot au mariage
- Marc Dolnitz
- Geller
- Robert Leray
- Max Rogerys
- Paul Violette

## Production

### Scénario
Le film Remorques est adapté du roman éponyme de Roger Vercel, sorti en 1935 et inspiré de l'échouage du vapeur danois Hélène sur la grève de Biliog Vraz à l'Île-de-Sein, qui fit 4 morts et 15 rescapés. Le remorqueur Iroise du commandant Malbert tenta en vain de le sauver,.
Après un premier projet d'adaptation, signé par Vercel lui-même, et l'intervention des scénaristes Charles Spaak et André Cayatte qui ne satisfont pas complètement Jean Grémillon et Jean Gabin, Jacques Prévert est appelé à la rescousse. Celui-ci modifie alors le scénario et écrit également les dialogues.

### Tournage
Le tournage du film débute à Brest et à Guissény sur la plage du Vougot en juillet 1939 pour une quinzaine de jours d'extérieurs. Pour ces scènes en extérieur, Michèle Morgan, retenue par le tournage d'un autre film, Les Musiciens du ciel de Georges Lacombe, ne peut se libérer que trois jours, juste le temps de tourner la scène centrale du film, sur la plage du Vougot. De retour à Paris, l’équipe reprend le travail le 11 août 1939 aux studios de Billancourt pour les scènes d'intérieur. Le tournage est très vite interrompu le 3 septembre 1939 en raison de l'entrée en guerre de la France et de la mobilisation de Gabin et Grémillon.
Le tournage d'un film de mer et de marins est souvent un cauchemar pour les producteurs et le réalisateur, Remorques n'échappera pas à la loi du genre : la production a pris le gros risque financier d'affréter un vrai remorqueur de haute mer et un cargo, le pétrolier de la marine nationale Dordogne figure le Mirva, mais la météo (exceptionnellement clémente alors que le scénario prévoit des scènes de tempête), puis la défaite de 1940 et le bombardement de Brest compliquent gravement la situation.
Finalement, les plans larges du remorqueur en pleine tempête sont réalisés à l'aide de maquettes aux studios de Billancourt, alors que les plans des hommes embarquant la remorque sur la plage arrière sont bien filmés à bord d'un vrai navire... mais par un temps plutôt clément. Ceci peut interpeller un spectateur averti mais ne nuit pas vraiment à la crédibilité du film auprès du public moyen.
En avril 1940, le tournage reprend brièvement avant la Blitzkrieg, pour vingt-cinq jours, grâce à une permission exceptionnelle accordée à Gabin et Grémillon, ainsi qu'à d'autres membres de l'équipe. Il est de nouveau interrompu en juin 1940 avec le début de l'occupation. Faute de temps, certaines scènes ne seront pas réalisées, imposant des ellipses dans le montage. Quand les Allemands sont sur le point d'entrer dans Paris, le producteur Joseph Lucachevitch s'embarque pour les États-Unis. Louis Daquin, l'assistant réalisateur, et le monteur Marcel Cravenne emportent les bobines pour les mettre en lieu sûr dans le Midi de la France.
Le tournage se termine finalement dans les studios de Boulogne durant le printemps et l'été 1941, quand Jean Grémillon est démobilisé,. Entre-temps, Michèle Morgan, puis Jean Gabin ont eux aussi rejoint les États-Unis. Leur présence n'est heureusement pas indispensable aux quelques scènes restant à tourner. La dernière image est enregistrée le 2 septembre 1941. Jean Grémillon, qui a pu récupérer les bobines dispersées lors de la débâcle (à Marseille, Pau et Billancourt), a déjà entrepris le montage.
Le film sort en salle le 27 novembre 1941.

## Accueil et exploitation ultérieure
Les résultats au box-office de la sortie initiale de Remorques ne sont pas connus, mais totalise 350 063 entrées depuis les années 1950 jusqu'en 2016 grâce aux ressorties en salles. Le film a connu plusieurs diffusions à la télévision, la plus ancienne remonte au 10 novembre 1963 sur RTF Télévision, alors seule chaîne de télévision à l'époque,, suivi de quatre autres le 23 janvier 1967 sur la Deuxième chaîne de l'ORTF, le 5 novembre 1973, le 13 janvier 1977 sur FR3 et le 29 août 1979.

## Autour du film

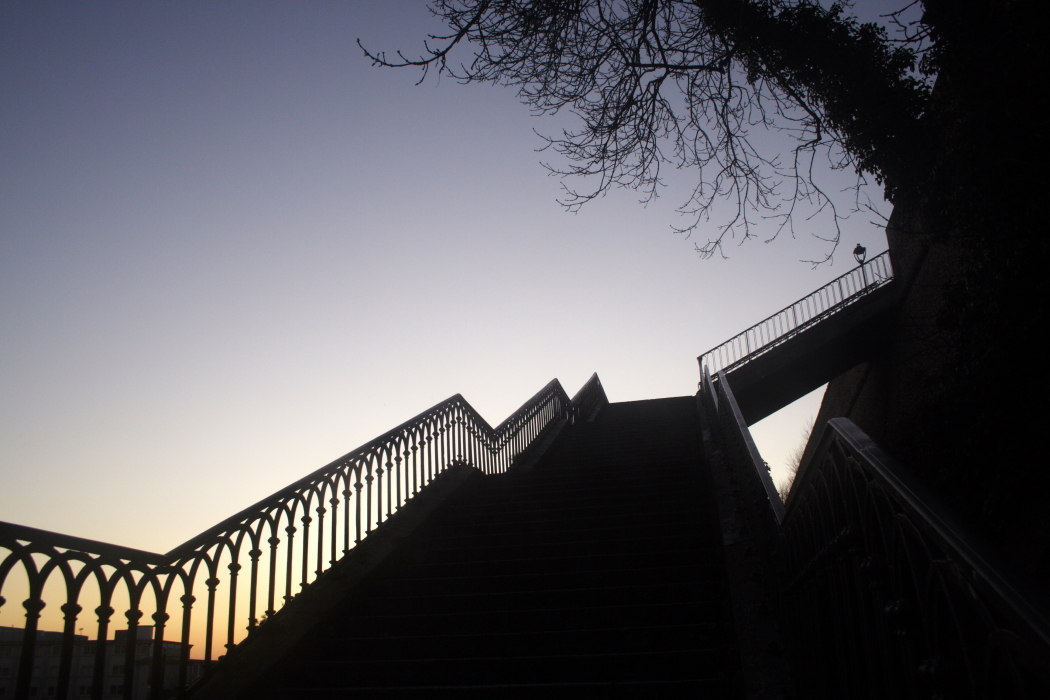
L'escalier descendant à Porstrein, sur le cours Dajot où fut filmée la scène finale du film, montrant Jean Gabin descendant ces marches, après avoir perdu sa femme et sa maîtresse.

- Le film Remorques rend hommage aux capitaines de huit remorqueurs, particulièrement ancrés dans la vie brestoise depuis le commandant Louis Malbert[4] qui fut, avec le remorqueur Iroise, le précurseur du sauvetage et de l'assistance en haute mer[13]. Les exploits du remorqueur Iroise et de son équipage inspirèrent Roger Vercel pour son roman Remorques[13]. La tradition brestoise de sauvetage et d'assistance en mer est actuellement perpétuée par le remorqueur Abeille Bourbon.
- Le sujet traite d'une question qui est récurrente chez Prévert : comment parvenir à faire durer l'amour fou ? À la suite de ce film, Prévert a dit : « Grémillon faisait des films tragiques, mais lui, il était très drôle. Il aimait vraiment le cinéma. C'était un des rares à avoir du style. Après Remorques, je me suis fâché : il avait mis de la musique religieuse à la fin. Je ne voulais plus travailler avec lui. Et puis on a tout de même fait ensemble Lumière d'été[14]. »
- Selon Gilbert Le Traon, directeur de la Cinémathèque de Bretagne : « Le film met en valeur la rade et ce caractère maritime brestois. Le personnage de Gabin a les traits, le tempérament du Breton, taciturne, fermé[4] », qui ajoute : « Le compositeur, Roland-Manuel, qui a signé la musique du film, y a mixé le son de la sirène du remorqueur, qui hurle comme une bête gigantesque. Il y a, pour moi, un rappel évident à la mythologie et à la tragédie grecques avec, en toile de fond, un homme seul face à son destin[4]. »
- Une scène du film, mémorable, montre Jean Gabin descendant les escaliers du cours Dajot à Brest, seul dans la nuit, dans le vent et sous la pluie. Une scène qu'il a d'ailleurs fallu recommencer une dizaine de fois, en raison de conditions météorologiques très peu propices en ce jour de juillet 1939[4]. La pluie provenait en effet de canons à eau des pompiers et c'est un avion à hélices de l'Aéro-club de Guipavas, amputé de ses ailes, qui pallia ce soir-là l'absence de vent[4].
- Bande sonore du film : Jean Grémillon, qui était un musicien talentueux, a parfois composé lui-même les musiques de ses films et était très attentif à l'ambiance sonore. Dans Remorques, la séquence de l'appareillage du Cyclone en pleine tempête est accompagnée d'une musique obsédante et syncopée dans laquelle viennent se mêler le bruit des paquets de mer et les chocs métalliques de la machine du remorqueur. C'est une expérience formelle qui rappelle un peu les tentatives des futuristes ou d'Arthur Honegger (Pacific 231, qui tente de combiner une symphonie avec le bruit d'une locomotive)… on peut y voir une sorte de « sampling » avant la lettre. Le thème du cantique breton ar Baradoz revient souvent au long du film, dans la musique de Roland-Manuel, comme l'évoque Marie-Hélène Prouteau dans un chapitre de La Petite Plage (La Part commune).
- La revue Acropolis commente : « La prière finale de Remorques entièrement écrite par Grémillon, la prière aux agonisants, ouvre l'œuvre à une dimension cosmique. C’est toute la force d’une incarnation qui nous est révélée[15]. » En fait cette prière se trouvait déjà dans le Formulaire de prières à l’usage des pensionnaires des Ursulines (1830)[16], plus complète et sans l’introduction. À l'origine on trouve cette prière dans le Rituel romain[17]. La prière est entendue en voix off alors qu'André descend l'escalier évoqué plus haut. Les mots « délivrez » et ses dérivés y reviennent en leitmotiv pour dire que la mort est une délivrance pour l’agonisant, avec en filigrane une prière pour délivrer de la mort, sauver de la mort, pour délivrer la France de l'occupation allemande : « Délivrez seigneur notre servante… délivrez l’âme de notre servante… comme Noé du déluge… comme Isaac de son père… comme vous avez délivré Moïse des mains de Pharaon… Daniel et les trois Hébreux. » La prière cite des personnages bibliques de l'Ancien Testament, les Hébreux, ainsi qu'Anaël (Haniel) qui n'est pas dans la Bible : « Haniel, également connu sous le nom de Anaël, est un des sept Anges de la Création, dans la tradition et l'angélologie juive. » On retrouve une prière très analogue dans une oraison chrétienne de préparation à la mort commençant ainsi « Recevez, Seigneur, l'âme de votre servante dans le lieu du salut qu'elle a espéré de votre miséricorde. Ainsi soit-il…[18] »

## Citation
Allocution du Docteur Maulette pour les noces de Poubennec : « Un mariage de marin, ce n'est pas un mariage comme les autres, car, comme l'a dit le poète, chaque marin a deux femmes, la sienne et puis la mer, mais, mesdames, ne soyez pas jalouses, la mer n'est pas méchante, même quand elle est mauvaise, et tant qu'ils sont avec elle, vos maris vous restent fidèles ».